# William Peden
William (Torchy) Peden (Victoria (Brits-Columbia), 1 februari 1906 – Chicago, 30 januari 1980) was een Canadees profwielrenner.

## Biografie
Hij was van 1929 tot 1942 actief als baanwielrenner en was ontegenzeggelijk de beste Canadese baanwielrenner ooit. Zijn bijnaam Torchy had hij te danken aan zijn vuurrode haren. Torchy was een atleet van nature: hij was ook actief in hockey, baseball en was een topzwemmer in Canada. Als jonge man van 20 ging zijn belangstelling echter vooral uit naar het wielrennen op de weg en werd hij geselecteerd voor het Canadese team voor de Olympische Spelen in Amsterdam. Als amateur won hij diverse belangrijke races in Europa. Hij was gespecialiseerd in kampioenschapsraces op 1 en 5 mijl.
In 1929 werd hij op 23-jarige leeftijd beroepsrenner en werd hij meteen opgenomen in het zesdaagsecircuit in Noord-Amerika en Europa en werd hij door de zesdaagsegekte die ontstond al vlug een voorbeeld voor de Canadese straatjeugd, die bij hun onderlinge wedstrijdjes allemaal claimden "Torchy" Peden te zijn. Torchy werd een van de bestbetaalde sporthelden van de wereld, met een jaarlijks inkomen van $50.000, een voor die tijd enorme som geld.
In zijn eerste jaar als professional won hij 24 van de 48 races waar hij aan deelnam. Met zijn lengte van 1,90 m en zijn gewicht van 100 kg was hij de publiekslieveling in de glorietijd van de zesdaagsen. In 19 jaar tijd nam hij deel aan 126 zesdaagsen en won er in totaal 38, een record dat pas in 1965 werd verbeterd door de Belg Rik Van Steenbergen. Op de ranglijst aller tijden neemt hij daarmee tegenwoordig nog een verdienstelijke 7e plaats in, en hij heeft nu nog altijd het record van meeste zesdaagseoverwinningen in één jaar: 10 in 1932.
In 1929 vestigde Peden een wereldsnelheidsrecord op de fiets: 130,3 km per uur. Dit record hield 12 jaar stand. In 1931 vestigde hij ook een wereldsnelheidsrecord achter motoren op de mijl.
Vermeldenswaard is verder dat hij 5 zesdaagsenoverwinningen behaalde samen met zijn broer Douglas Peden. Nog tijdens zijn carrière werd hij aangesteld als coach van de Canadese baanwielrenners voor de Olympische Spelen van 1932 en 1936.
In 1948 stopte hij met koersen, en op 25 januari 1980 overleed hij in Chicago op 73-jarige leeftijd. Hij is opgenomen in de Canadese Hall of Fame voor sportkampioenen en in de Canadese Wielerhelden top 100 is hij derde gerangschikt na Steve Bauer en Allison Sydor.

## Overzicht Zesdaagse overwinningen
| Nr. | Jaar   | Zesdaagse van | Samen met                  |
| --- | ------ | ------------- | -------------------------- |
| 1.  | 1931-1 | Montréal      | Henri Lapage               |
| 2.  | 1931   | Portland      | Mike Defilippo             |
| 3.  | 1931-2 | Montréal      | Henri Lapage               |
| 4.  | 1931   | Minneapolis   | Jules Audy                 |
| 5.  | 1932-1 | Milwaukee     | Polly Parrott              |
| 6.  | 1932-1 | New York      | Reginald McNamara          |
| 7.  | 1932-1 | Montréal      | Jules Audy                 |
| 8.  | 1932-1 | Toronto       | Reggie Fielding            |
| 9.  | 1932   | Atlantic City | Franco Giorgetti           |
| 10. | 1932-2 | Chicago       | Jules Audy                 |
| 11. | 1932   | Minneapolis   | Jules Audy                 |
| 12. | 1932-2 | New York      | Jules Audy                 |
| 13. | 1932-2 | Milwaukee     | Gus Rys                    |
| 14. | 1932-2 | New York      | Fred Spencer               |
| 15. | 1933   | Saint Louis   | Henri Lepage               |
| 16. | 1933-1 | Detroit       | Stanley Jackson            |
| 17. | 1933   | Minneapolis   | Henri Lepage               |
| 18. | 1933-2 | New York      | Alfred Letourneur          |
| 19. | 1934-1 | Buffalo       | Fred Ottevaire             |
| 20. | 1934-1 | Chicago       | Tony Shaller               |
| 21. | 1934-1 | Pittburgh     | Jules Audy                 |
| 22. | 1934-1 | Cleveland     | Freddy Zaech               |
| 23. | 1934-1 | Montréal      | Jules Audy                 |
| 24. | 1934-1 | Toronto       | Jules Audy                 |
| 25. | 1934-1 | Detroit       | Frank Bartell              |
| 26. | 1934-2 | Milwaukee     | Jules Audy en Henri Lepage |
| 27. | 1935   | Kansas City   | Piet van Kempen            |
| 28. | 1935-1 | Toronto       | Alfred Crossley            |
| 29. | 1937-1 | Buffalo       | Douglas Peden              |
| 30. | 1937   | Louisville    | Jules Audy                 |
| 31. | 1937   | Toronto       | Douglas Peden              |
| 32. | 1938   | San Francisco | Douglas Peden              |
| 33. | 1938   | Montréal      | Douglas Peden              |
| 34. | 1939-1 | New York      | Douglas Peden              |
| 35. | 1939-2 | Chicago       | Douglas Peden              |
| 36. | 1940   | Washington    | Cesare Moretti             |
| 37. | 1940   | Chicago       | Cecil Yates                |
| 38. | 1942   | Montréal      | Charles Bergna             |

| Aantal | Samen met         |
| ------ | ----------------- |
| 10     | - Jules Audy      |
| 6      | - Douglas Peden   |
| 5      | - Henri Lepage    |
| 2      | - Reggie Fielding |